# Bitwa pod Lubaniem
Bitwa pod Lubaniem – bitwa stoczona 4 września 1794 roku podczas insurekcji kościuszkowskiej.

## Wyprawa Grabowskiego
Po kapitulacji Wilna 12 sierpnia naczelny wódz Armii Wielkiego Księstwa Litewskiego generał lejtnant Michał Wielhorski pozwolił pułkownikowi Stefanowi Grabowskiemu na zorganizowanie głębokiego zagonu na tyły wojsk rosyjskich, by na obszarze Rusi Białej, który wchodził w skład ziem drugiego zaboru rosyjskiego, wywołać powstanie. W ostateczności akcja ta miała ściągnąć na siebie znaczną część sił carskich, co dałoby armii litewskiej możliwość odzyskania Wilna lub umożliwiłoby odwrót na Grodno.
Grabowski wyruszył z Oran 15 sierpnia, prowadząc oddział liczący 1800 żołnierzy i 5 dział. Następnego dnia dotarł do Iwia, a 23 sierpnia do Rakowa i zagroził Mińskowi. Zaniepokojone zagonem Grabowskiego dowództwo rosyjskie rzuciło przeciwko niemu stojące pod Wilnem dywizje Pawła Cycjanowa i Hermana, a spod Różany korpus Wilhelma Derfeldena oraz oddziały pułkowników Millera, Łanskiego i Lwowa.
W zaistniałej sytuacji Grabowski zrezygnował z uderzenia na Mińsk i po starciu swej straży przedniej z oddziałem Nieplujewa przybył 24 sierpnia do Kojdanowa. Podczas dalszego marszu w nocy na 30 sierpnia rozbroił rosyjski garnizon w Bobrujsku i opanował miasto. Z Bobrujska zawrócił na Słuck. W Hłusku dogoniła go 1 września straż przednia dywizji Cycjanowa, jednak Grabowski zdołał uniknąć walki i 2 września przybył pod Lubań.

## Bitwa
Grabowski 3 września przeprawił przez bagnistą rzeczkę Oressę wojska regularne - 500 piechoty, około 200 jazdy i 5 dział. Na lewym brzegu rzeki pozostały siły nieregularne w liczbie około 1100 ludzi. Tymczasem Cycjanow, który prowadził około 4000 żołnierzy i 17 dział, obszedł pozycje wojsk litewskich, przeprawił główną część swych sił przez Oressę i odciął Grabowskiemu jedyną drogę odwrotu. Grabowski w odpowiedzi rzucił do natarcia piechotę, jednak bez skutku. Pod narastającym naporem wojsk rosyjskich musiał cofać się w kierunku Lubania. W tym czasie Rosjanie atakowali czterokrotnie, i za każdym razem zostali odparci.
Inna kolumna dywizji Cycjanowa zaatakowała stojące po drugiej stronie rzeki litewskie wojska nieregularne, które w końcu skapitulowały. Gdy Cycjanow przez długi czas nie potrafił złamać oporu batalionu 7 regimentu piechoty armii litewskiej, zaproponował honorową kapitulację. Grabowski przyjął kapitulację wieczorem. Większa część jazdy litewskiej zdołała przedrzeć się przez bagna i wydostała się z matni. Wojska litewskie straciły w bitwie około 300 zabitych, około 1100 wziętych do niewoli i 5 dział. Rosjanie stracili około 300 żołnierzy.